# Jakob Streitle
Jakob Streitle (11 de dezembro de 1916 - 24 de junho de 1982) foi um futebolista alemão que competiu na Copa do Mundo FIFA de 1938.